# Marc Bibeau
Pour les articles homonymes, voir Bibeau.
Marc Bibeau est un homme d'affaires québécois. Actionnaire majoritaire de la compagnie Schokbéton et membre des conseils d'administration des Centres d'achat Beauward et de Power Corporation, il est également, au cours des années 2000, l'un des plus importants collecteurs de fonds pour le Parti libéral du Québec, ainsi qu'un joueur clé dans le domaine de la construction au Québec.

## Conseiller du premier ministre
Marc Bibeau est l'un des conseillers dont s'est entouré le premier ministre du Québec Jean Charest après son élection en 2003, conseillers qualifiés de "cabinet fantôme" par la Société Radio-Canada et Rue Frontenac,.

## Leucan
En octobre 2007, Marc Bibeau et sa femme Tracy organisent l'événement-bénéfice Légendes du golf pour les enfants, sous la coprésidence d'honneur de Jack Nicklaus et Gary Player. Tenue le 1er octobre au Club Laval-sur-le-Lac, l'activité a permis d'amasser environ 2 550 000 dollars canadiens pour les enfants malades. La même semaine, le couple est désigné « Personnalité de la semaine La Presse/Radio-Canada ».

## Construction
Marc Bibeau est actionnaire majoritaire de la compagnie Schokbéton, le plus grand fournisseur de béton du secteur de la construction québécoise. En janvier 2010, Rue Frontenac mentionne que l'entreprise a reçu plusieurs contrats sans appel d'offres de la part de la ville de Laval.
En novembre 2010, Bibeau est identifié comme étant un joueur clé dans le domaine de la construction québécoise par le député provincial Amir Khadir,,.